# اوترادنی (شهرستان تخته‌موکایسکی، آدیغیه)
اوترادنی (به لاتین: Otradny) یک منطقهٔ مسکونی در روسیه است که در آدیغیه واقع شده‌است.